# 南魚沼市立城内小学校
南魚沼市立城内小学校（みなみうおぬましりつじょうないしょうがっこう）とは 新潟県南魚沼市上原にある小学校。

## 施設 2024年時点
わかば学級（特別学級）:4クラス
普通教室:8クラス
どんぐりクラブ（学童保育）
ことばの教室
図書室
音楽室
家庭科室
理科室
図工室

## 卒業後進学校
- 南魚沼市立八海中学校

## 学区域
長森,麓,長森新田,上原,藤原,泉,泉新田,下原,下原新田,新堀,新堀新田,田崎,上原,稲穂ヶ丘,法音寺,池田原,野際,下薬師堂,上薬師堂,下出浦,上出浦,妙音寺,岡,山口,仲手原,広堀

## 近接施設
- 南魚沼市立八海中学校

## 歴史
1874年 7月1日 - 第６中学校区第１７番小学下原小学校附属法音寺校開学
1883年 2月 - 下原小学校から附属長森校を分離、第１３中学区第１５小学区城内小学校
1887年 4月 - 城内校と法音寺校を合併して尋常科南城内小学校となる、高等科下原小学校、中等科長森小学校が合併して尋常科北城内小学校となる
1889年 11月 - 尋常科南城内小学校が本校と新堀分場とに分かれる
1892年 4月 - 北城内村立北城内小学校となる,新堀分場が南城内村尋常科新堀小学校となる
1907年 1月19日 - 城内３校を廃止、城内尋常高等小学校となる
1941年 11月21日 - 城内国民学校となる
1944年 11月3日 - 城内村立城内小学校となる
1955年 7月3日 - 山口分校開校
1956年 9月1日 - 町村合併により六日町立城内小学校となる
1973年 9月1日 - 新校舎(現校舎)に移転
1973年 9月19日 - 山口分校が本校に統合される
2004年 11月1日 - 町村合併により南魚沼市立城内小学校となる